# 三仇 (天主教)
三仇是一个天主教术语。天主教《要理问答》第340条称“（三仇）就是魔鬼、肉身、世俗。”
按其教义，魔鬼是指“故意拒绝事奉天主及其计划的堕落天使”。天主教认为魔鬼“企图拉拢人类背叛天主”。因此，魔鬼名列三仇之首。
按其教义，人是“天主的肖像”，人的肉身也因此“分享‘天主肖像’的尊严”，是美善的。但是，由于原罪的影响，肉身“倾向于罪恶”，这种倾向被称为“私欲偏情”。天主教相信洗礼能够涤除原罪，但是由于原罪造成的这种向恶倾向却依然存在。天主教相信基督徒被召叫对此“展开属灵的战斗”。从这个意义出发，肉身也名列三仇之一。
按其教义，“人按照其本性发展自己，就需要社会生活”。但是，天主教同时认为：“我们所面对的生活屡次阻挠我们反省、省察、或自我收敛”。从这个意义出发，世俗也名列三仇之一。